# Трунино (Белозерский район)
Трунино — деревня в Белозерском районе Вологодской области.
Входит в состав Гулинского сельского поселения, с точки зрения административно-территориального деления — в Гулинский сельсовет.
Расстояние по автодороге до районного центра Белозерска составляет 37 км, до центра муниципального образования деревни Никоновская — 7 км. Ближайшие населённые пункты — Елино, Карпово, Нефедово, Попово, Рощино, Якунино.
Население по данным переписи 2002 года — 1 человек.